# Дівчина за швейною машиною
«Дівчина за швейною машиною» — картина Едварда Гоппера, створена у 1921 році. Зараз картина знаходиться у мадридському Музеї Тиссена-Борнеміси.
На картині зображено молоду дівчину, що сидить за швейною машинкою перед вікном прекрасного сонячного дня. Дія відбувається, мабуть, у Нью-Йорку, про що свідчить жовта цегла віконного прорізу.
Це одна з перших серед багатьох «віконних картин» Гоппера. Найпоширеніше тлумачення символіки сюжету «жінка біля вікна» у творчості Гоппера — самотність.
Картина «Дівчина за швейною машиною» надихнула американську поетесу Мері Лідер на створення однойменної поезії.